# Liste der Kulturdenkmäler in Offenbach an der Queich
In der Liste der Kulturdenkmäler in Offenbach an der Queich sind alle Kulturdenkmäler der rheinland-pfälzischen Ortsgemeinde Offenbach an der Queich aufgeführt. Grundlage ist die Denkmalliste des Landes Rheinland-Pfalz (Stand: 14. August 2023).

## Denkmalzonen
| Bezeichnung                              | Lage                     | Baujahr   | Beschreibung | Bild                           |
| ---------------------------------------- | ------------------------ | --------- | --- | ------------------------------ |
| Denkmalzone Rathaus der Verbandsgemeinde | Konrad-Lerch-Ring 6 Lage | 1977–1979 | Stahlbetonskelettbau mit variablem Grundriss, 1977–1979 von Eduard Arnold, Landau; bauliche Gesamtanlage mit Freiflächengestaltung und Kunst am Bau von Karl-Heinz Deutsch, Jockgrim; 2016 unter Schutz gestellt, Abbruch genehmigt; mehrere Betonreliefs (Bild) sollen erhalten bleiben | weitere Bilder Fotos hochladen |

## Einzeldenkmäler
| Bezeichnung                       | Lage                                                           | Baujahr                                    | Beschreibung | Bild                           |
| --------------------------------- | -------------------------------------------------------------- | ------------------------------------------ | --- | ------------------------------ |
| Wegekreuz                         | Böhlweg, gegenüber Nr. 7 Lage                                  | 1838                                       | Wegekreuz auf Tischsockel, bezeichnet 1838, Kruzifix, Eisenguss, 1855                                                                                  | weitere Bilder Fotos hochladen |
| Queichmühle Avril                 | Essinger Straße 117 Lage                                       | 18. bis erste Hälfte des 20. Jahrhunderts  | große Hofanlage mit wasserbaulichen Anlagen, 18. bis erste Hälfte des 20. Jahrhunderts                                                                 | Fotos hochladen                |
| Wegekreuz                         | Essinger Straße, bei Nr. 117 Lage                              | 18. Jahrhundert                            | barockes Kruzifix auf Schweifsockel, 18. Jahrhundert                                                                                                   | weitere Bilder Fotos hochladen |
| Kriegerdenkmal und Friedhofskreuz | Friedhofstraße, auf dem Friedhof Lage                          | ab der zweiten Hälfte des 19. Jahrhunderts | Kriegerdenkmal 1914/18: Kriegergedächtniskapelle, Pyramidaldachbau, Sandstein, 1930er Jahre; Friedhofskreuz (Bild), zweite Hälfte des 19. Jahrhunderts | weitere Bilder Fotos hochladen |
| Wohnhaus                          | Gaulgasse 29 Lage                                              | 1818                                       | eingeschossiges nachbarockes Fachwerkhaus, teilweise massiv, bezeichnet 1818                                                                           | Fotos hochladen                |
| Hofanlage                         | Hauptstraße 5 Lage                                             | 1825                                       | Hofanlage; nachbarockes Fachwerkhaus, bezeichnet 1825, Hoftorpfosten bezeichnet 1836, Fachwerk-Nebengebäude                                            | Fotos hochladen                |
| Wohnhaus                          | Hauptstraße 12 Lage                                            | 1760                                       | spätbarockes Fachwerkhaus, teilweise massiv, verputzt, bezeichnet 1760 (Bild)                                                                          | weitere Bilder Fotos hochladen |
| Wohnhaus                          | Hauptstraße 20 Lage                                            | 18. Jahrhundert                            | barockes Fachwerkhaus, Kniestock, 18. Jahrhundert, Umbau 1890                                                                                          | Fotos hochladen                |
| Protestantische Pfarrkirche       | Hauptstraße 27 Lage                                            | 1765                                       | spätbarocker Saalbau, bezeichnet 1765 | weitere Bilder Fotos hochladen |
| Wohnhaus                          | Hauptstraße 37 Lage                                            | 1776                                       | barocker Krüppelwalmdachbau, bezeichnet 1776 (Bild) und 1777; städtebaulich wichtige Ecklage                                                           | weitere Bilder Fotos hochladen |
| Wohnhaus                          | Hauptstraße 38 Lage                                            | 18. Jahrhundert                            | barockes Fachwerkhaus, teilweise massiv, 18. Jahrhundert; Torbogen bezeichnet 1747 (Bild)                                                              | weitere Bilder Fotos hochladen |
| Wohnhaus                          | Hauptstraße 44 Lage                                            | 18. Jahrhundert                            | eingeschossiges barockes Fachwerkhaus, 18. Jahrhundert; bezeichnet 1730 (Bild)                                                                         | weitere Bilder Fotos hochladen |
| Wohnhaus                          | Hauptstraße 50 Lage                                            | 18. Jahrhundert                            | barockes Fachwerkwohnhaus, teilweise massiv, 18. Jahrhundert                                                                                           | Fotos hochladen                |
| Schwesternhaus                    | Hauptstraße 62 Lage                                            | 16. Jahrhundert                            | ehemaliges Haus der Armen Schulschwestern; Krüppelwalmdachbau, Treppenturm, 16. Jahrhundert, barocker Dachreiter                                       | weitere Bilder Fotos hochladen |
| Bildstock                         | Hauptstraße, gegenüber Nr. 101 Lage                            | 1767                                       | Bildstock, spätbarock, bezeichnet 1767; in der Giebelnische Figur des hl. Wendelin (Bild)                                                              | weitere Bilder Fotos hochladen |
| Wohn- und Geschäftshaus           | Landauer Straße 1 Lage                                         | 1767                                       | spätbarockes Fachwerkhaus, teilweise massiv, bezeichnet 1767 (Bild);im Obergeschoss Ecknische (Bild)                                                   | weitere Bilder Fotos hochladen |
| Gasthaus Defiebre                 | Niedergasse 11 Lage                                            | um 1780                                    | Gasthaus Defiebre; spätbarocker Vierseithof, um 1780, Krüppelwalmdachscheune bezeichnet 1779                                                           | Fotos hochladen                |
| Wohnhaus                          | Niedergasse 41 Lage                                            | um 1770/80                                 | spätbarockes Fachwerkhaus, teilweise massiv, um 1770/80                                                                                                | Fotos hochladen                |
| Relief                            | Niedergasse, an Nr. 90 Lage                                    | Mitte des 19. Jahrhunderts                 | Relief einer Heiligen, wohl aus der Mitte des 19. Jahrhunderts                                                                                         | Fotos hochladen                |
| Wohnhaus                          | Obergasse 6 Lage                                               | 18. Jahrhundert                            | eingeschossiges barockes Fachwerkhaus, 18. Jahrhundert                                                                                                 | Fotos hochladen                |
| Wohnhaus                          | Obergasse 26 Lage                                              | 1875                                       | spätklassizistisches Wohnhaus, 1875 | Fotos hochladen                |
| Torbogen                          | Obergasse, an Nr. 31 Lage                                      | 1745                                       | barocker Torbogen mit Nebenpforte, bezeichnet 1745 | Fotos hochladen                |
| Katholische Pfarrkirche St. Josef | Obergasse 33 Lage                                              | 1753                                       | Ostturm sowie zwei Achsen des barocken Saalbaus, bezeichnet 1753, am Neubau                                                                            | weitere Bilder Fotos hochladen |
| Kreuzigungsgruppe                 | Obergasse, bei Nr. 33 Lage                                     | 1804                                       | nachbarocke Kreuzigungsgruppe, Bildhauer Clausonet, bezeichnet 1804                                                                                    | weitere Bilder Fotos hochladen |
| Schulhaus                         | Obergasse 34 Lage                                              | 1780                                       | ehemalige katholische Schule (?); spätbarocker Krüppelwalmdachbau, bezeichnet 1780                                                                     | weitere Bilder Fotos hochladen |
| Wegekapelle                       | südöstlich des Ortes; Flur An der Kapelle Lage                 | 1837                                       | klassizistischer Pyramidaldachbau mit Portikus, bezeichnet 1837 (Bild); Barockaltärchen                                                                | weitere Bilder Fotos hochladen |
| Wegekreuz                         | südwestlich des Ortes an der K 21; Flur In der Saugewanne Lage | 18. Jahrhundert                            | barockes Kreuz auf Schweifsockel, 18. Jahrhundert | weitere Bilder Fotos hochladen |

## Ehemalige Kulturdenkmäler
| Bezeichnung | Lage                   | Baujahr         | Beschreibung                                                                                   | Bild |
| ----------- | ---------------------- | --------------- | ---------------------------------------------------------------------------------------------- | ---- |
| Wohnhaus    | Hauptstraße 58/60 Lage | 18. Jahrhundert | barockes Fachwerkhaus, teilweise massiv, 18. Jahrhundert; abgebrochen und durch Neubau ersetzt | BW   |